# Gustavo Marzi
Gustavo Marzi (Livorno, 1908. november 25. – Trieszt, 1966. november 14.) olimpiai és világbajnok olasz tőr- és kardvívó.